# Graeme Souness
Graeme Souness (Edimburgo, 6 de mayo de 1953) es un exfutbolista escocés de los años 70 y 80. Como entrenador, es conocido principalmente por su labor en el Liverpool FC.

## Biografía
Graeme James Souness nació el 6 de mayo de 1953 en Edimburgo. Jugaba en la posición de mediocampista. Se inició futbolísticamente en el Tottenham Hotspur, donde en 1968 firmó su primer contrato profesional. Jugó brevemente en la North American Soccer League en el Montreal Olympique antes de retornar al fútbol inglés. En 1972 fue traspasado al Middlesbrough por £30.000. En este club creció deportivamente y ello le llevó a firmar por el Liverpool (con un traspaso de £350.000), club con el que ganó cinco ligas, tres copas de Europa y cuatro copas de la liga. Su trayectoria con el club del norte de Inglaterra finalizó en 1984 habiendo disputado 358 partidos y marcado 56 goles. Este año firmó por la Unione Calcio Sampdoria italiana por la cifra de £650.000. Allí ganó la copa italiana, el primer gran título en la historia del club. Jugó para el club italiano hasta 1986, año en el que firmó como jugador-entrenador del Rangers FC.
Con la selección de fútbol de Escocia debutó en 1974 y se mantuvo jugando durante 12 años hasta 1986, disputando 54 partidos y marcando 4 goles. Disputó tres fases finales de Campeonatos del Mundo (1978, 1982 y 1986).
Su trayectoria como entrenador no fue menos larga. Convirtió al Rangers en uno de los clubs más poderosos del Reino Unido y ganó cuatro ligas y cuatro copas de la liga escocesas. Posteriormente entrenó a equipos como el Liverpool (con el que ganó una copa), el Galatasaray turco, el SL Benfica portugués o el Blackburn Rovers inglés.

## Trayectoria deportiva
Como jugador
- Tottenham Hotspur (1971), (1973).
- Montreal Olympique (1972).
- Middlesbrough (1973-1977) 176 partidos, 22 goles.
- Liverpool (1977-1984) 247 partidos, 38 goles.
- Sampdoria  (1984-1986).

Como jugador entrenador
- Rangers (1986-1991) 49 partidos, 3 goles.

Como entrenador
- Liverpool (1991-1994).
- Galatasaray (1995-1996).
- Southampton (1996-1997).
- Torino (1997).
- SL Benfica (1997-1999).
- Blackburn Rovers (2000-2004).
- Newcastle United (2004-2006).

## Episodio “Bandera en Fenerbahçe”
En la temporada 1995/96 el Galatasaray al mando de Sounnes llegaba a la final de la Copa Turca, que se disputaría a doble partido contra su máximo rival, el Fenerbahçe. El primer partido se disputó en el Ali Sami Yen Stadium (campo del Galatasaray) quedando 1-0. El segundo partido fue en el Şükrü Saracoğlu Stadium (campo del Fenerbahçe), terminando el encuentro 1-1 con gol en el 116’ de Dean Saunders.
Una vez terminado el encuentro (2-1 en el agregado para el Galatasaray) Sounnes corrió al centro del campo con una bandera gigante roja y amarilla de los colores del Galatasaray y la clavó en el círculo central del campo de su máximo rival, dejando una de las imágenes más icónicas de la historia del fútbol.
Años después en una entrevista para Sky Sports explicó que los motivos que le llevaron a realizar tan acción fue porque escuchó a uno de los vicepresidentes del Fenerbahçe decir “¿Qué hace el Galatasaray contratando a un lisiado?”, en referencia a la operación a corazón abierto que le hicieron a Sounnes.

## Palmarés

### Como jugador

#### Torneos nacionales
| Título                         | Club         | País       | Año  |
| ------------------------------ | ------------ | ---------- | ---- |
| Football League First Division | Liverpool FC | Inglaterra | 1979 |
| Football League First Division | Liverpool FC | Inglaterra | 1980 |
| Charity Shield                 | Liverpool FC | Inglaterra | 1980 |
| Football League Cup            | Liverpool FC | Inglaterra | 1981 |
| Charity Shield                 | Liverpool FC | Inglaterra | 1981 |
| Football League First Division | Liverpool FC | Inglaterra | 1982 |
| Football League Cup            | Liverpool FC | Inglaterra | 1982 |
| Charity Shield                 | Liverpool FC | Inglaterra | 1982 |
| Football League First Division | Liverpool FC | Inglaterra | 1983 |
| Football League Cup            | Liverpool FC | Inglaterra | 1983 |
| Football League First Division | Liverpool FC | Inglaterra | 1984 |
| Football League Cup            | Liverpool FC | Inglaterra | 1984 |
| Copa Italia                    | UC Sampdoria | Italia     | 1985 |

#### Torneos internacionales
| Título                       | Club         | Sede    | Año  |
| ---------------------------- | ------------ | ------- | ---- |
| Liga de Campeones de la UEFA | Liverpool FC | Londres | 1978 |
| Liga de Campeones de la UEFA | Liverpool FC | París   | 1981 |
| Liga de Campeones de la UEFA | Liverpool FC | Roma    | 1984 |

### Como jugador/entrenador

#### Torneos locales
| Título                   | Club                  | País    | Año  |
| ------------------------ | --------------------- | ------- | ---- |
| Liga escocesa de fútbol  | Rangers Football Club | Escocia | 1987 |
| Copa de la Liga escocesa | Rangers Football Club | Escocia | 1987 |
| Copa de la Liga escocesa | Rangers Football Club | Escocia | 1988 |
| Liga escocesa de fútbol  | Rangers Football Club | Escocia | 1989 |
| Copa de la Liga escocesa | Rangers Football Club | Escocia | 1989 |
| Liga escocesa de fútbol  | Rangers Football Club | Escocia | 1990 |

### Como entrenador

#### Torneos locales
| Título                   | Club                  | País       | Año  |
| ------------------------ | --------------------- | ---------- | ---- |
| Liga escocesa de fútbol  | Rangers Football Club | Escocia    | 1991 |
| Copa de la Liga escocesa | Rangers Football Club | Escocia    | 1991 |
| FA Cup                   | Liverpool FC          | Inglaterra | 1992 |
| Copa turca               | Galatasaray SK        | Turquía    | 1996 |
| Supercopa turca          | Galatasaray SK        | Turquía    | 1997 |
| Copa de la liga inglesa  | Blackburn Rovers      | Inglaterra | 2002 |

## Estadísticas como entrenador
| Equip            | Nac.       | De                       | A                       | Récord | Récord | Récord | Récord | Récord |
| Equip            | Nac.       | De                       | A                       | PJ     | PG     | PP     | PE     | %      |
| ---------------- | ---------- | ------------------------ | ----------------------- | ------ | ------ | ------ | ------ | ------ |
| Rangers          | Escocia    | 1 de abril de 1986       | 16 de abril de 1991     | 63     | 39     | 12     | 12     | 61.90  |
| Liverpool        | Inglaterra | 16 de abril de 1991      | 28 de enero de 1994     | 157    | 65     | 45     | 47     | 41.40  |
| Southampton      | Inglaterra | 3 de julio de 1996       | 1 de junio de 1997      | 48     | 14     | 19     | 15     | 29.16  |
| Torino           | Italia     | 5 de julio de 1997       | 12 de octubre de 1997   |        |        |        |        |        |
| Blackburn Rovers | Inglaterra | 14 de marzo de 2000      | 6 de septiembre de 2004 | 212    | 86     | 65     | 61     | 40.56  |
| Newcastle United | Inglaterra | 13 de septiembre de 2004 | 2 de febrero de 2006    | 83     | 36     | 29     | 18     | 43.37  |